# Michael Philip Candy
| 3893 DeLaeter     | 20 marzo 1980     |
| 3894 Williamcooke | 14 agosto 1980    |
| 3898 Curlewis     | 26 settembre 1981 |

Michael Philip Candy (Bath, 23 dicembre 1928 – Perth, 2 novembre 1994) è stato un astronomo britannico, sempre accreditato e menzionato con il secondo nome puntato.

## Biografia
Dapprima membro dello staff dell'Osservatorio di Greenwich fu successivamente nominato direttore dell'Osservatorio di Perth. È stato membro dell'Unione Astronomica Internazionale .
Il Minor Planet Center gli accredita la scoperta di tre asteroidi, effettuate tra il 1980 e il 1981, di cui una in collaborazione con Peter Jekabsons. Ha inoltre scoperto la cometa non periodica C/1960 Y1 (Candy).
Gli è stato dedicato l'asteroide 3015 Candy., nel 1975 ha ricevuto la Medaglia Merlin .